# Литовченко, Екатерина Ивановна
Екатерина Ивановна Литовченко (14 декабря 1948, Украина, г. Свердловск Луганской области — 16 июля 2012, г. Свердловск Луганской области) — украинская художница, из-за тяжёлой травмы, полученной в детстве — рисует ртом.

## Биография
Екатерина Литовченко родилась в городе Свердловске Луганской (тогда — Ворошиловградской) области в 1948 году.
С 12 лет начала заниматься в цирке, отдавала предпочтение воздушной гимнастике.
25 июня 1966 года закончила 9 классов СШ № 7. После этого поступила в местное торговое профессионально-техническое училище.
Все это время она упорно тренировалась в цирковом коллективе ДК «им. Я. М. Свердлова». Постоянные ежедневные занятия делали своё дело, и группа стала выступать сначала в области, а потом — по всему СССР.
1 июня 1968 года произошёл несчастный случай: во время отработки прыжков на батуте, упала с высоты, получив перелом шейного позвонка. C этого времени прикована к постели, получила инвалидность I группы.
В обществе инвалидов «Мужество» познакомилась с его председателем Зайцевым Николаем Прокофьевичем, который вдохновил её к дальнейшим подвигам.
Постепенно развивала мышцы шеи, освоила самостоятельно письмо, с помощью ручки, зажатой в зубах.
С 1993 года начала рисовать фломастером, карандашом зажатым в зубах.
За всё время было создано более 300 работ, которые выставлялись на выставках в США, Голландии, Бельгии и многих других странах Мира.
Свои работы, в основном, дарит.
Умерла Екатерина Литовченко 16 июля 2012 года из-за второго инсульта. 44 года она была прикована к постели. Это удивительный человек, сильная духом личность.

## Награды и премии
29 ноября 1996 г. Указом Президента Украины Леонида Кучмы, присвоено звание «Заслуженный художник Украины».
В 2003 году международным благотворительным фондом «Святой Марии» присвоен почётный титул «Украинская Мадонна».